# Jean-Baptiste-Vincent Heinrich
Pour les articles homonymes, voir Heinrich.
Jean-Baptiste-Vincent Heinrich (Johann Baptist Heinrich en allemand), né à Mayence le 15 avril 1816 et mort à Mayence le 9 février 1891, est un prêtre catholique allemand du diocèse de Mayence, professeur de théologie dogmatique, canonique, doyen de la cathédrale et vicaire général de Mayence en 1869 ; il est aussi un écrivain catholique et journaliste éminent du Kulturkampf.

## Biographie
Heinrich est né en 1816 à Mayence, fils du maire Johann Baptist Heinrich (de). Après ses années de lycée à Mayence, il a étudié le droit à Giessen de 1834 à 1837 et reçut le 27 décembre 1837 le titre de  docteur en droit. Il a commencé une carrière juridique en tant que secrétaire à la Cour suprême de Mayence (de). En 1840, il été habilité en tant que chargé de cours à la faculté de droit de Giessen, et donna des conférences sur la philosophie du droit, le droit canonique, le droit civil français, le droit civil allemand ; son enseignement était populaire. Il a ensuite étudié la théologie à Tübingen et Fribourg, est entré au séminaire catholique romain de Mayence au printemps de 1844 et il a reçu l'ordination le 15 février 1845.
Peu après, il était chaplain 1850 et prébendier de la cathédrale 1851[pas clair]. Vicaire à la cathédrale Saint-Martin de Mayence, il devint sous l'épiscopat de Wilhelm Emmanuel von Ketteler professeur de dogme au grand séminaire de Mayence restauré en 1851, chanoine en 1855, doyen du chapitre en 1867, puis vicaire général en 1869. Il attaqua dans une brochure, en 1850, les tendances à demi presbytériennes qui transparaissaient dans les écrits du professeur Hirscher de Fribourg, en faveur de l'institution des synodes. Ses sept volumes de théologie dogmatique, publiés à partir de 1873, sont l'un des meilleurs ouvrages de théologie thomiste que possède l'Allemagne contemporaine.

## Traductions
- Le Christ et les Antéchrists dans les écritures, l'histoire et la conscience, de Victor-Auguste Dechamps, H. Casterman, Gent, 1858.